# Internationale Wielertrofee Jong Maar Moedig
Pour les articles homonymes, voir IWT.
L'Internationale Wielertrofee Jong Maar Moedig ou IWT Jong Maar Moedig est une course cycliste belge disputée autour de Gooik, dans la province du Brabant flamand. Créé en 1985 sous le nom de Grand Prix Jerry Blondel, il s'est appelé Trophée cycliste international Jerry Blondel à partir de 1987 et a pris son nom actuel en 1998. Il fait partie de l'UCI Europe Tour depuis 2005 en catégorie 1.2. Il est par conséquent ouvert aux équipes continentales professionnelles belges, aux équipes continentales, à des équipes nationales et à des équipes régionales ou de clubs. Les UCI ProTeams (première division) ne peuvent pas participer.
Il est organisé par le Wielerclub Jong maar Moedig d'Oetingen.

## Palmarès

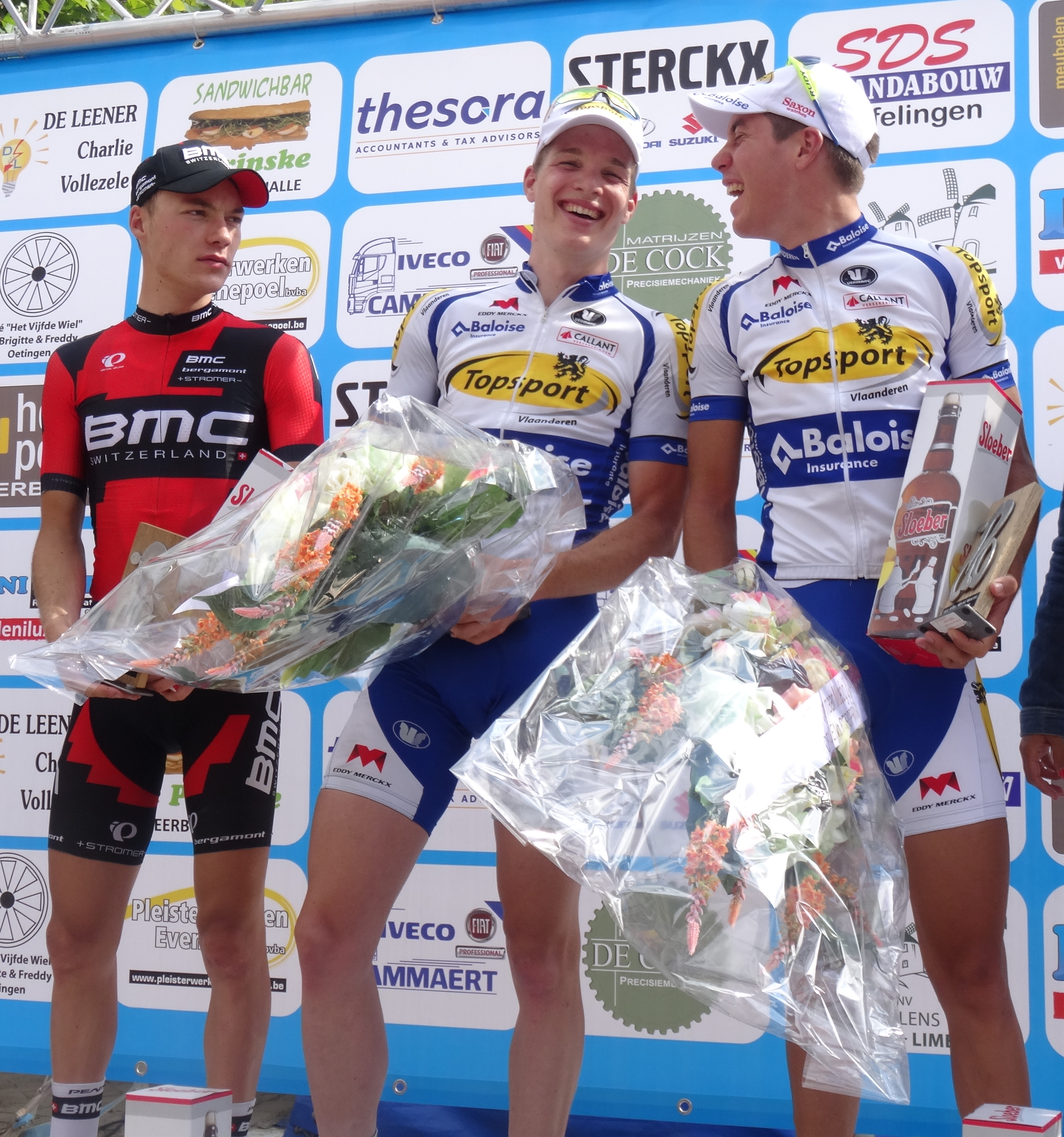
Podium de l'édition 2014 : Loïc Vliegen (2e), Gijs Van Hoecke (1er) et Jelle Wallays (3e).

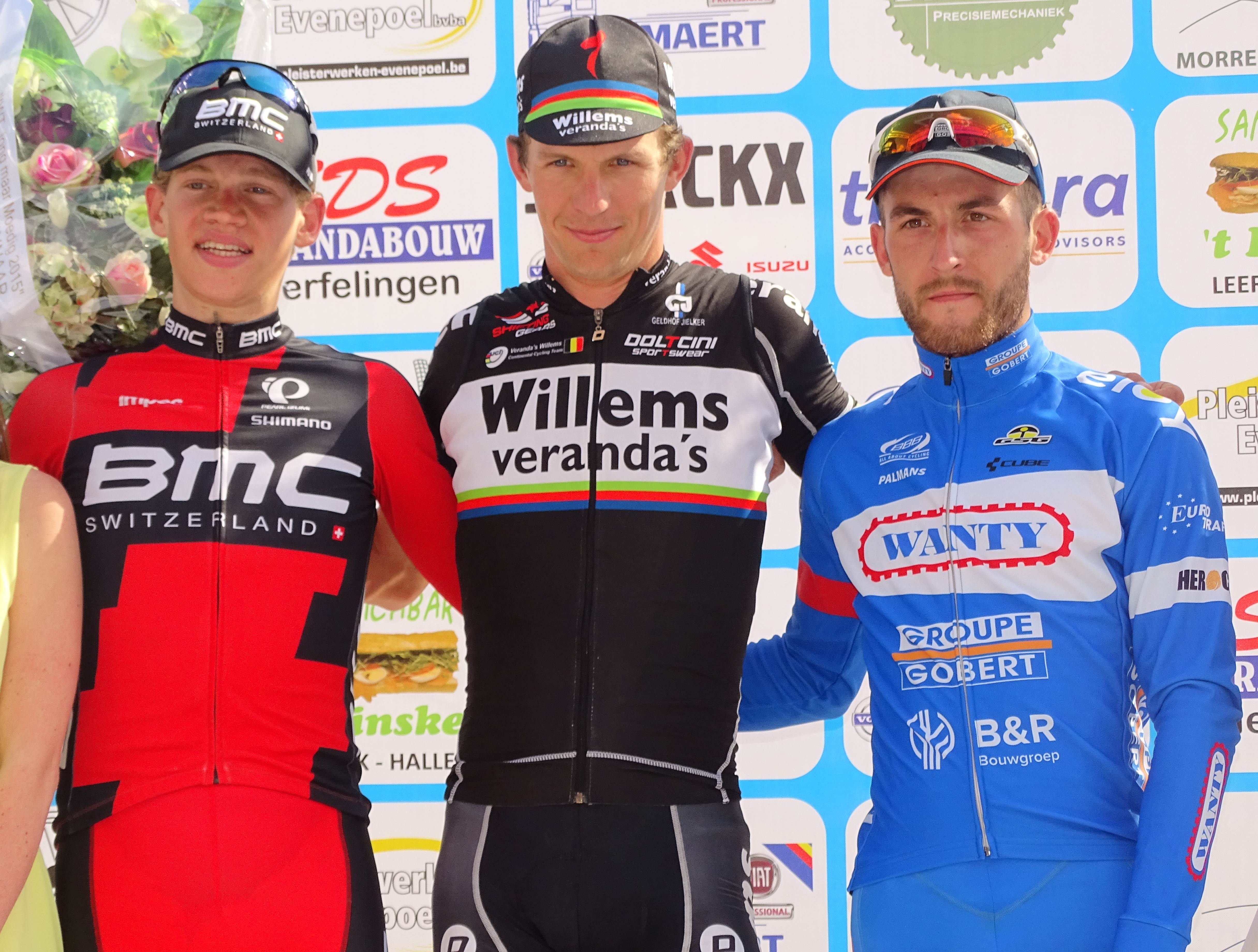
Podium de l'édition 2015 : Floris Gerts (2e), Dimitri Claeys (1er) et Tim De Troyer (3e).

| Année                                        | Vainqueur                | Deuxième               | Troisième                |
| -------------------------------------------- | ------------------------ | ---------------------- | ------------------------ |
| Grand Prix Jerry Blondel                     |                          |                        |                          |
| 1985                                         | Greg Moens               | Luc Caluwaerts         | Jean-Marie De Nil        |
| 1986                                         | Rudi Van Der Haegen      | Frank Raskin           | Kor van Dijck            |
| Trophée cycliste international Jerry Blondel |                          |                        |                          |
| 1987                                         | Peter De Clercq          | Marc Brock             | Marcos Mazzaron          |
| 1988                                         | Marc Brock               | Nick Botteldoorn       | Christian De Saeger      |
| 1989                                         | Alain Van den Bossche    | Wanderley Magalhaes    | Rinus Ansems             |
| 1990                                         | Tom Desmet               | Jan Van Donink         | Peter Farazijn           |
| 1991                                         | Peter Van Petegem        | Chris Peers            | Claude Rudelopt          |
| 1992                                         | Frank Corvers            | Michel Nottebaert      | Geert Van Bondt          |
| 1993                                         | Sébastien Van Den Abeele | Edwin Rutte            | Carl Roes                |
| 1994                                         | Denis François           | Vadim Volar            | Gerdy Goossens           |
| 1995                                         | Steve De Wolf            | Mario Aerts            | Gert Vanderaerden        |
| 1996                                         | Frédéric Moerman         | Kris Matthijs          | Steven De Neef           |
| 1997                                         | Danny In 't Ven          | Marc Patry             | Michel Zanoli            |
| Internationale Wielertrofee Jong Maar Moedig |                          |                        |                          |
| 1998                                         | Matthé Pronk             | Mathew Hayman          | Stefan van Dijk          |
| 1999                                         | Stefan van Dijk          | Kirk O'Bee             | Coen Boerman             |
| 2000                                         | Chris Newton             | Marc Vlijm             | David Debremaeker        |
| 2001                                         | Tom Boonen               | Kevin Van Impe         | Frédéric Amorison        |
| 2002                                         | Michael Blanchy          | Danny In 't Ven        | Julien Smink (nl)        |
| 2003                                         | Hans De Meester          | David Boucher          | Christophe Beddegenoodts |
| 2004                                         | Daniel Verelst           | Hans De Meester        | Zakaria El Darabna       |
| 2005                                         | Gert Vanderaerden        | Glen Chadwick          | Sven Vanthourenhout      |
| 2006                                         | Greg Van Avermaet        | Bert De Waele          | Stijn Vandenbergh        |
| 2007                                         | Sven Nys                 | Frank Dressler-Lehnhof | Stijn Neirynck           |
| 2008                                         | Stijn Neirynck           | Maarten Neyens         | Maarten de Jonge         |
| 2009                                         | Thomas De Gendt          | Thomas Berkhout        | Tom Criel                |
| 2010                                         | Sven Jodts               | Koen Barbé             | Reno De Keulenaer        |
| 2011                                         | Bert Scheirlinckx        | Bert De Waele          | Floris Goesinnen         |
| 2012                                         | Tim Declercq             | Kjell Van Driessche    | Davy Commeyne            |
| 2013                                         | Tim Declercq             | Kenneth Vanbilsen      | Dylan van Baarle         |
| 2014                                         | Gijs Van Hoecke          | Loïc Vliegen           | Jelle Wallays            |
| 2015                                         | Dimitri Claeys           | Floris Gerts           | Tim De Troyer            |
| 2016                                         | Jérôme Baugnies          | Dimitri Claeys         | Grégory Habeaux          |
| 2017                                         | Toon Aerts               | Joeri Stallaert        | Corné van Kessel         |
| 2018                                         | Jérôme Baugnies          | Olivier Pardini        | Quinten Hermans          |
| 2019                                         | Julien Van Den Brande    | Kenneth Van Rooy       | Thimo Willems            |